# Sentinels (esport)
 (janvier 2025).
Pour les articles homonymes, voir Sentinel.
Sentinels est une équipe américaine d'esport, créée le 23 mai 2016. Fondé sous le nom Phoenix1 pour participer au championnat nord-américain de League of Legends (LCS), l'équipe se renomme Sentinels en juin 2018 après un changement de cap sportif, le club préférant se concentrer sur les titres compétitifs de jeux de tirs quelques mois après la vente de sa place en LCS.
L'équipe est aujourd'hui principalement connue pour son équipe sur Valorant, premier vainqueur d'une compétition internationale sur le titre en 2021 et club le plus populaire des États-Unis sur le jeu. Le club possède également des divisions Halo et Apex Legends. Sous ses deux noms, l'équipe a dans le passé aligné des équipes sur Super Smash Bros., Fortnite, League of Legends: Wild Rift ainsi que Hearthstone. De mi-2018 à mi-2019, l'équipe possédait une équipe en Overwatch League, les Los Angeles Gladiators, avant de s'en séparer à la suite d'une poursuite judiciaire avec l'autre propriétaire en place.

## Histoire
Le club a été créé le 23 mai 2016, à la suite de l'achat d'une place pour le segment d'été du championnat nord-américain de League of Legends (LCS). 
À la suite du passage de la ligue à un modèle franchisé partir de la saison 2018 et du fait que l'organisation n'a pas été retenue parmi les équipes sélectionnés, Phoenix1 vend sa place et se retire de l'écosystème League of Legends.
Désormais orphelin d'une équipe phare, mis à part ses quelques joueurs sur Super Smash Bros. (dont le futur numéro 2 mondial Gavin "Tweek" Dempsey), le club travaille dans les coulisses pour rejoindre l'Overwatch League, en collaboration avec la compagnie de divertissement Kroenke Sports & Entertainment. Ils créent ensemble les Los Angeles Gladiators. Par la suite, la section Smash du club est dissoute en mai 2018.
Le 7 juin 2018, Phoenix1 annonce changer de nom et de marque pour devenir Sentinels. La décision est motivée par la volonté de s'affranchir de son passé sur League of Legends et de repartir de zéro. Quelques semaines plus tard, le club se lance sur Hearthstone et Fortnite. Sur ce titre, le club signe Kyle "Bugha" Giersdorf en 2019 qui deviendra champion du monde quelques mois plus tard lors de la Fortnite World Cup au stade Arthur-Ashe. En 2019 également, le club quitte Hearthstone et entre sur Apex Legends.
En 2020, le club se lance sur League of Legends: Wild Rift, Halo, puis sur Valorant. Sur ce dernier titre, le club rencontre un succès immédiat et s'affirme comme l'un des meilleurs clubs américains sur le jeu en 2020, avant de devenir le meilleur club en début d'année 2021, domination concrétisée avec un titre sur la première compétition internationale du jeu, le Masters Reykjavik 2021. Le club investit beaucoup sur ce titre, avec le recrutement de créateurs de contenus. Cela se fait au détriment d'autres sections, le club fermant sa section Fortnite. 
Fin 2022, Sentinels est sélectionné par Riot Games pour faire partie de sa ligue franchisée pan-américaine, le VCT Americas. Le club est également sélectionné en 2023 parmi les 8 équipes partenaires des Halo Championship Series.
En dépit d'une bonne santé sportive, le club a des coûts de fonctionnement importants qui affectent sa rentabilité, le club subissant une perte nette 16 millions de dollars sur la période 2022-2023. Malgré une tentative de levée de fonds infructueuse (le club ayant récolté 192 984$, six fois moins que ce qui était attendu avec seulement 110 participants), Rob Moore, le président du club, se veut optimiste pour parvenir à l'équilibre d'ici 2025.

## Valorant

### Succès puis chute pré-franchise (2020-2022)
Sentinels lance sa section Valorant en avril 2020, en signant Jay "sinatraa" Won (ancien joueur professionnel Overwatch), Shahzeb "ShahZaM" Khan, Hunter "SicK" Mims (ancien joueurs professionnels Counter-Strike: Global Offensive), Jared "zombs" Gitlin (ancien joueur professionnel Apex Legends) et Michael "dapr" Gulino. Ensemble, ils s'imposent à partir de l'été 2020 comme l'une des meilleures équipes nord-américaines, finissant demi-finalistes du First Strike: North America (premier tournoi officiel organisé par Riot Games) et remportant plusieurs tournois d'importance moindre.
Après la suspension provisoire de sinatraa à la suite d'accusations d'agression sexuelle (sanction qui sera ensuite confirmée par Riot Games), le club se fait prêter Tyson "TenZ" Ngo en provenance de Cloud9 pour le début de l'année 2021. Le club commence à dominer encore davantage sa région, terminant premier du Masters 1 North America et se qualifiant ensuite au premier tournoi international officiel du jeu, le Masters Reykjavik. Annoncé comme l'un des favoris, Sentinels remporte le titre sans perdre la moindre carte. TenZ est ensuite recruté définitivement par Sentinels, même si le transfert remonte à avril, pour une somme de 1,25M$. Cependant, à la compétition suivante, le Masters Berlin, l'équipe se fait surprendre en quarts-de-finale par son rival local de Team EnVy, futur finaliste. Aux Champions Berlin, la compétition qui clôt la saison 2021 et sacre les premiers champions de l'histoire de Valorant, l'équipe se fait sortir dès les poules par la surprise de la compétition, les sud-américains de KRÜ Esports.
La saison 2022 est une lente descente aux enfers, le club ne parvenant à se qualifier à aucune compétition internationale de l'année,, malgré des changements. Cependant, la signature de créateurs de contenus populaires comme Daphne "daph" Wai et "Tarik" Celik, combiné à la popularité de certains joueurs professionnels comme TenZ et zombs, permettent à l'équipe de garder une popularité croissante dans sa région malgré le déclin de ses résultats.
Le 21 septembre 2022, l'équipe est sélectionnée pour faire partie du nouveau championnat des Amériques, le VCT Americas.

### Débuts difficiles puis résurgence en franchise (2023-)

#### Saison 2023
Pour la saison 2023, le club fait table rase et remodèle entièrement son effectif autour de TenZ. Ils recrutement deux champions du monde brésiliens en provenance de LOUD, Gustavo "Sacy" Rossi et Bryan "pANcada" Luna et trois éléments de XSET, récent 5-6e aux championnats du monde à Istanbul : Zachary "zekken" Patrone, Rory "dephh" Jackson et Donald "SyykoNT" Muir comme coach. Au LOCK//IN, tournoi réunissant les 30 équipes franchisées et 2 équipes chinoises, l'équipe est éliminé dès le premier tour par le futur vainqueur, Fnatic. Lors de la saison régulière du VCT Americas, Sentinels ne progresse pas. L'équipe recrute alors Jimmy "Marved" Nguyen pour faire face à une blessure de TenZ, limoge SyykoNT pour promouvoir son assistant Adam "Kaplan" et finit par écarter dephh au profit de Marved une fois TenZ rétabli. L'équipe ne se qualifie pas pour les play-offs. Au tournoi de la dernière chance pour se qualifier aux championnats du monde à Los Angeles, le club est éliminé par les sud-américains de Leviatán.

#### Saison 2024
Bien que peu vernis en 2023, Sentinels décide de garder une grande majorité de son équipe pour 2024, ne signant que le Marocain Mohamed "johnqt" Ouarid et faisant revenir Jordan "Zellsis" Montemurro en tant que remplaçant. Ce dernier deviendra titulaire grâce à ses bonnes performances lors de tournois de présaison, remplaçant pANcada.
Ce choix discuté s'avèrera payant, Sentinels retrouvant des couleurs en remportant le tournoi kick-off des VCT Americas. Le club se qualifie aux Masters de Madrid, qui est sa première qualification internationale depuis 2021. Sentinels se qualifie en play-offs en éliminant les deux équipes européennes : Team Heretics et Karmine Corp. Tombeurs de LOUD puis battus par Gen.G en finale des gagnants, Sentinels élimine Paper Rex pour s'offrir une revanche face aux Coréens. La rencontre est particulièrement serrée mais le club américain réussit à renverser le club coréen, vainqueurs sur le score de 3-2. Le club remporte alors son second titre international.
Malgré ce succès, le club replonge dans ses travers durant la première phase de saison régulière, ne parvenant pas à se qualifier aux play-offs pour les Masters Shanghai. Durant la seconde phase, le club parvient à s'y qualifier, mais est éliminé au premier tour par 100 Thieves. Mais la victoire du club à Madrid couplée à l'élimination au tour suivant de 100 Thieves suffit pour qualifier Sentinels aux championnats du monde à Séoul. Placée dans le groupe de la mort, avec Gen.G et Team Heretics (respectivement vainqueur et finaliste à Shanghai), "l'équipe la plus surcôtée du tournoi" (selon un sondage réalisé auprès des joueurs participants à l'événement) parvient à se qualifier en play-offs en éliminant les coréens de nouveau. L'équipe finira 4e de la compétition après un parcours vaillant, stoppés par Team Heretics.
Quelques jours plus tard, TenZ puis Sacy annoncent leur retraite et leur transition comme créateurs de contenu. 

#### Saison 2025
Pour les remplacer, le club signe Marshall "N4RRATE" Massey et Sean "bang" Bezerra. Le club créé également une équipe académique en ligue régionale nord-américaine.

### Effectif
| Nat. | Pseudo  | Nom                    | Rôle           | Date d'entrée     |
| ---- | ------- | ---------------------- | -------------- | ----------------- |
|      | zekken  | Zachary Jude Patrone   | Joueur         | 5 octobre 2022    |
|      | johnqt  | Mohamed Amine Ouarid   | In-game Leader | 13 septembre 2023 |
|      | Zellsis | Jordan Montemurro      | Joueur         | 14 septembre 2024 |
|      | NARR4TE | Marshall Massey        | Joueur         | 7 octobre 2024    |
|      | bang    | Sean Christian Bezerra | Joueur         | 7 octobre 2024    |
|      | reduxx  | Yassin Aboulalazm      | Remplaçant     | 11 octobre 2024   |
|      | SicK    | Hunter Mims            | Inactif        | 28 avril 2020     |

|  | Kaplan | Adam Kaplan | Coach           | 3 octobre 2022  |
|  | GUNTER | Luke Clives | Coach assistant | 18 octobre 2024 |

## Halo
Sentinels entre sur la scène Halo en 2019, signant des vétérans du jeu : Paul "SnakeBite" Duarte, Tony "LethuL" Campbell Jr, Bradley "aPG" Laws, et Mathew "Royal2" Fiorante. En octobre 2020, le club annonce la signature de Bradley "Frosty" Bergstrom, double vainqueur du championnat du monde sur le jeu.
Pour la saison 2023, le club est sélectionné parmi les 8 équipes partenaires pour les Halo Championship Series.
Le 13 janvier 2023, les 4 joueurs sont libérés par Sentinels de leur contrat. Sentinels signe alors Kahari "Kuhlect" Miller, Tyler "Spartan" Ganza, Nick "KingNick" Panzella et Kyle "Chig" Lawson pour les remplacer. Trois mois plus tard, Kuhlect est remplacé par Ayden "Suspector" Hill. Quelques mois plus tard, Suspector et KingNick quittent l'équipe et Sentinels recrute Jesse "bubu dubu" Moeller et Michael "Falcated" Garcia.

### Effectif
| Nat. | Pseudo    | Nom               | Rôle   | Date d'entrée   |
| ---- | --------- | ----------------- | ------ | --------------- |
|      | LethuL    | Tony Campbell Jr. | Joueur | 17 février 2020 |
|      | bubu dubu | Jesse Moeller     | Joueur | 23 juin 2023    |
|      | Falcated  | Michael Garcia    | Joueur | 23 juin 2023    |
|      | Precision | Ethan Friese      | Joueur | 21 avril 2024   |

|  | Chig | Kyle Lawson | Coach | 13 janvier 2023 |

## League of Legends
Le 23 mai 2016, Phoenix1 est créé et annonce sa participation au championnat nord-américain de League of Legends en reprenant la place de Team Impulse. Le roster est très jeune, composé de 4 rookies (joueurs dont c'est la première saison en première division) et doit faire face aux problèmes de visa de son jungler Rami "Inori" Charagh. L'équipe termine la première moitié de saison avec zéro victoire pour neuf défaites, mais parvient à se reprendre en faisant une bien meilleure seconde moitié de saison. Cependant avec 5 victoires et 13 défaites, ils sont obligés de jouer un barrage de relégation pour garder leur place pour la saison suivante, qu'ils remporteront facilement face à Echo Fox.
Le segment printanier 2017 se passe beaucoup mieux. Avec l'arrivée de deux joueurs coréens expérimentés : "Ryu" Sang-wook et Noh "Arrow" Dong-hyeon, puis les renforts de William "Meteos" Hartman et de William "Stunt" Chen en milieu de saison, l'équipe parvient à se qualifier en play-offs. Avec un effectif de 8 joueurs, la gestion des titulaires et des remplacements devient chaotique, sans que ça ne les empêche de finir troisième du segment. Cependant, c'est un résultat insuffisant pour disputer le Mid-Season Invitational. L'équipe est invitée pour participer aux Rift Rivals Europe-Amérique du Nord en juin, où l'équipe continue sa bonne série. Cependant son effectif trop grand fait de son segment estival un enfer, l'équipe testant différentes combinaisons sans trouver la bonne formule. L'équipe finira dernière du championnat à égalité avec Team Liquid, avec 4 victoires pour 14 défaites. L'équipe parviendra à sécuriser sa place en LCS  pour l'année 2018 avec une nouvelle victoire en barrage de relégation, mais qui au final sera veine.
En effet, à partir de 2018, les LCS passent à un modèle franchisé, sélectionnant dix équipes pour jouer dans l'élite et supprimant les relégations. Phoenix1 aurait postulé, mais son dossier n'aurait pas été retenu par la ligue. Le 20 novembre 2017, la liste des 10 équipes retenues pour la ligue franchisée est publiée. Une liste où Phoenix1 est absente. Le club vend sa place et signe la fin de son aventure sur League of Legends.

## Fortnite
Le club se lance en 2018 sur Fortnite, mais c'est cependant à partir de 2019 que le club fait parler de lui sur la scène grâce à Kyle "Bugha" Giersdorf. Le jeune joueur de 16 ans accède à une notoriété mondiale grâce à sa victoire à la Fortnite World Cup en 2019 au stade Arthur-Ashe, empochant la somme de 3 millions de dollars devant près de 250 millions de téléspectateurs. C'est également le premier succès majeur de Sentinels[source secondaire souhaitée]. Le joueur gagnera plusieurs autres tournois, mais souvent en duo ou en trio avec des joueurs de structures rivales comme Matthew "Mero" Faitel, tandis que le club signera d'autres joueurs, mais sans le même rendement[source secondaire souhaitée]. La section du club est fermée le 28 décembre 2022. Bugha rejoint alors Dignitas[source secondaire souhaitée].